# Замок Мони
Замок Мони (англ. Monea Castle) — замок XVII века в графстве Фермана в Северной Ирландии. Это исторический памятник государственной опеки, расположенный в городке Каслтаун Монеа, в районе Фермана.

## Общие сведения
Исторический памятник, который находится под охраной государства. Замок расположен к востоку от одноимённой деревни, к северо-западу от города Эннискиллен.
Замок расположен на отвесной скале выше высохшего озера.
Строительство начато в 1618 году. Замок построен священником острова Девениш в период английской колонизации Ирландии в шотландском стиле.
Высота замка составляет 3 этажа. В 1622 году пристроили укреплённый двор. Во время Ирландского восстания 1641 года замок подвергся атаке.
С 1688 по 1704 год в замке проживали Густав Гамильтон, губернатор Эннискиллена и его семейство.
В 1750 году замок был частично разрушен пожаром.